# Référendum constitutionnel thaïlandais de 2016
Un référendum constitutionnel se déroule en Thaïlande le 7 août 2016,. Il vise à faire adopter une nouvelle constitution.

## Objet
Le référendum est introduit par le Conseil national pour la paix et le maintien de l'ordre, la junte au pouvoir depuis le Coup d'État en 2014. Il propose de faire du Sénat une chambre entièrement nommée par la junte, et non plus partiellement élue. Le Sénat aurait un droit de véto sur la Chambre des représentants pendant cinq ans, et le Premier ministre pourrait désormais être issu du Sénat, et non plus uniquement de la chambre élue. Une disposition transitoire voit le premier ministre choisi pendant les cinq premières années par un vote du total des membres de la chambre des représentants et du Sénat réunis.
La junte interdit toute critique du projet de constitution ainsi que le suivi du référendum par des observateurs indépendants. Les opposants sont arrêtés et emprisonnés par des courts militaires, de même que les électeurs faisant part de leur intention de voter contre le projet de constitution,.

## Résultats
| Choix                    | Nouvelle Constitution    | Nouvelle Constitution    | Disposition transitoire | Disposition transitoire |
| Choix                    | Votes                    | %                        | Votes                   | %                       |
| ------------------------ | ------------------------ | ------------------------ | ----------------------- | ----------------------- |
| Pour                     | 16 820 402               | 61,35                    | 15 132 050              | 58,07                   |
| Contre                   | 10 598 037               | 38,65                    | 10 926 648              | 41,93                   |
|                          |                          |                          |                         |                         |
| Votes valides            | 27 418 439               | 92,19                    | 26 058 698              | 87,62                   |
| Votes blancs             | 1 385 993                | 4,66                     | 2 745 734               | 9,23                    |
| Votes nuls               | 936 245                  | 3,15                     | 936 245                 | 3,15                    |
| Total                    | 29 740 677               | 100                      | 29 740 677              | 100                     |
| Abstentions              | Abstentions              | Abstentions              | 20 330 912              | 40,60                   |
| Inscrits / Participation | Inscrits / Participation | Inscrits / Participation | 50 071 589              | 59,40                   |

Approuvez vous le projet de constitution ?
| Pour 16 820 402 (61,35 %) |  |  | Contre 10 598 037 (38,65 %) |
| ▲                         |  |  |                             |
| Majorité absolue          |  |  |                             |

Approuvez vous les dispotions transitoires pour la réforme nationale selon lesquelles le parlement devra nommer le Premier Ministre en assemblée conjointe des deux chambres pendant les cinq premières années de législature ?
| Pour 15 132 050 (58,07 %) |  |  | Contre 10 926 648 (41,93 %) |
| ▲                         |  |  |                             |
| Majorité absolue          |  |  |                             |